# 21363 Jotwani
21363 Jotwani (1997 HX11) là một tiểu hành tinh vành đai chính được phát hiện ngày 30 tháng 4 năm 1997 bởi nhóm nghiên cứu tiểu hành tinh gần Trái Đất phòng thí nghiệm Lincoln ở Socorro.